# Florens Deuchler
Florens Deuchler né à Zurich le 23 février 1931 et mort le 25 juillet 2018 à Aubonne, est un médiéviste et historien de l'art suisse.

## Biographie

### Études
Fils de Walter, médecin pédiatre, Florens Deuchler étudie l’histoire de l’art à Paris et à Bonn, puis soutient son doctorat à l’université de Bonn, avec une thèse consacrée aux vitraux de la cathédrale de Laon, sous la direction d'Herbert von Einem.

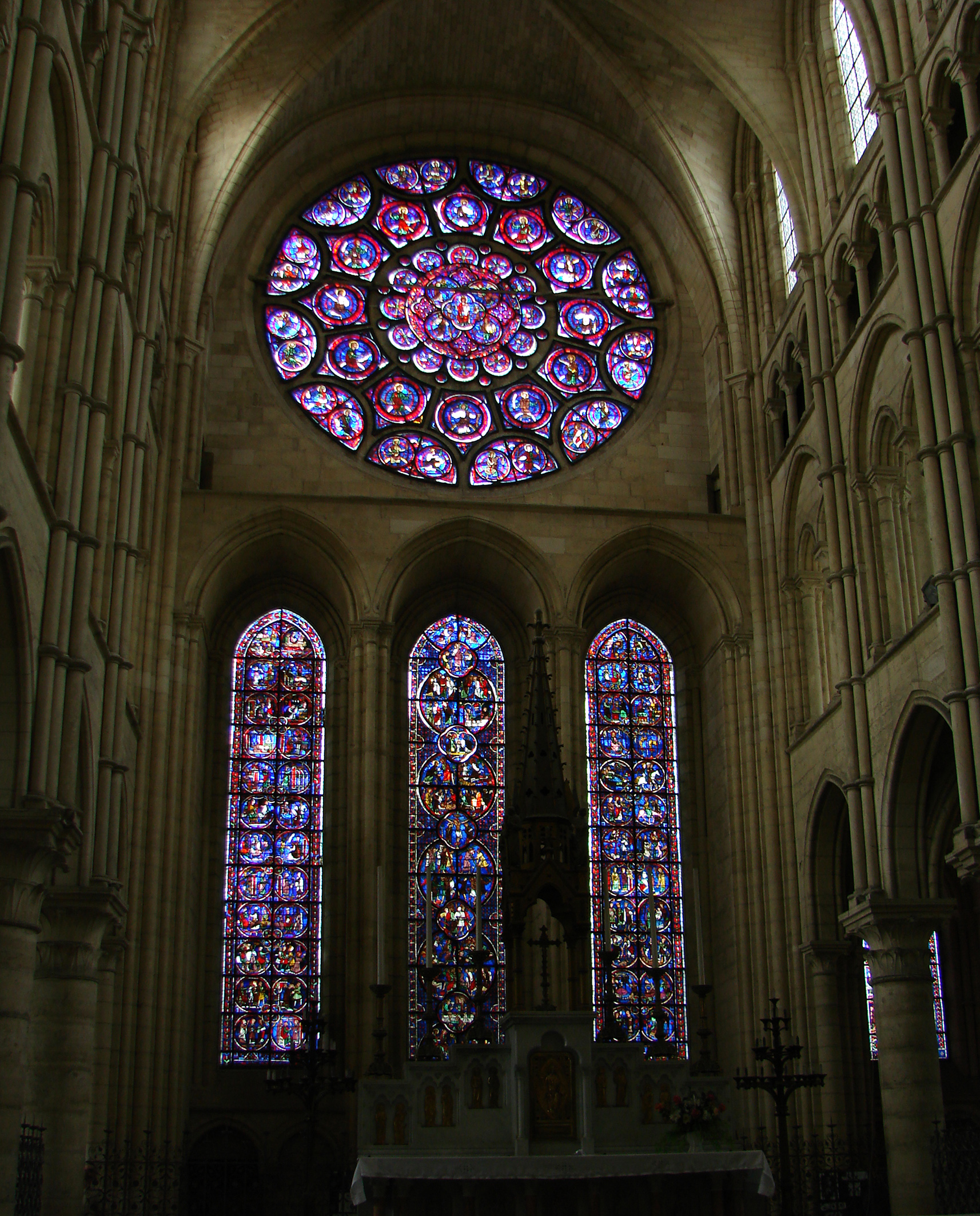
Vitraux du chœur de la cathédrale de Laon, étudiés par Florens Deuchler.

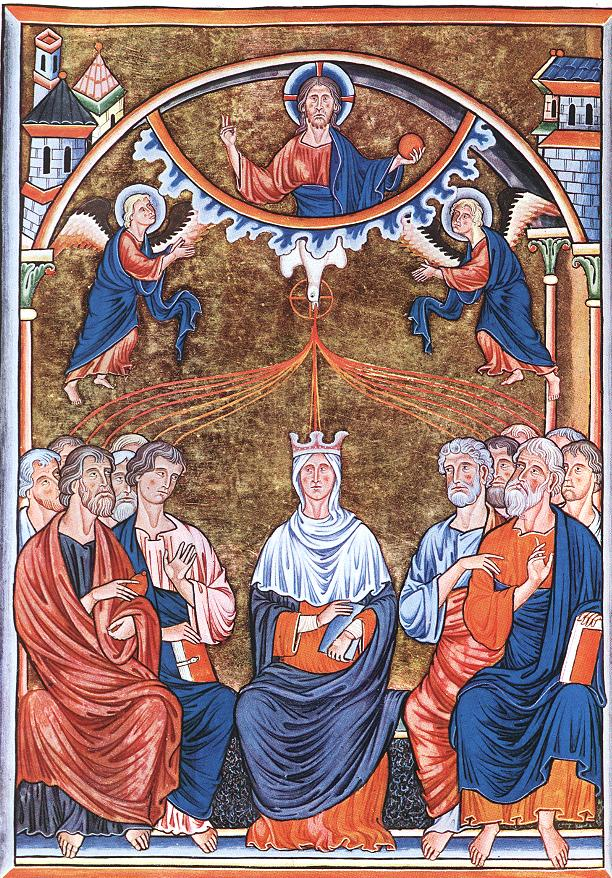
Psautier d’Ingeburge (Musée Condé), pentecôte, vers 1195.

### Carrière
En 1964, il devient Privat-docent à l’Université de Zurich, puis revient à Bonn, comme assistant de Herbert von Einem ; en 1966 il est nommé assistant à la Bibliotheca Hertziana à Rome ; en 1968, directeur du musée The Cloisters au Metropolitan Museum of Art, à New York. Il enseigne en même temps l’histoire de l’art médiéval à l’Université de New-York, puis il est nommé en 1972 professeur d'histoire de l'art à l’Université de Genève. À partir de 1988, il dirige l’Institut suisse de Rome et préside la Fondation Langmatt (Museum Langmatt (de)), qui gère la célèbre villa Brown (Sidney et Jenny Brown-Sulzer) à Baden, réputée pour ses collections de peinture moderne.

### Vie privée
Il épouse Karin Lauke (*1943, adoptée par  Walter Gernsheim en mars 1976), historienne de l'art et spécialiste de l'art à Bologne au XVIIe siècle, dont il a trois enfants : Rufus, Livia et Flavia.
Après quelques années de retraite à Impruneta (Florence), il vit à Aubonne, où il décède en 2018.